# Tanja Žakelj
Tanja Žakelj (Kranj, 15 de septiembre de 1988) es una deportista eslovena que compite en ciclismo de montaña en la disciplina de campo a través. Ganó tres medallas en el Campeonato Europeo de Ciclismo de Montaña entre los años 2011 y 2015.

## Medallero internacional
| Campeonato Europeo | Campeonato Europeo    | Campeonato Europeo | Campeonato Europeo |
| Año                | Lugar                 | Medalla            | Competición        |
| ------------------ | --------------------- | ------------------ | ------------------ |
| 2011               | Dohňany (Eslovaquia)  | Medalla de bronce  | Campo a través     |
| 2013               | Berna (Suiza)         | Medalla de oro     | Campo a través     |
| 2014               | St. Wendel (Alemania) | Medalla de oro     | Campo a través     |